# Kamena Gora
Kamena Gora (cyr. Камена Гора) – wieś w Serbii, w okręgu zlatiborskim, w gminie Prijepolje. W 2011 roku liczyła 167 mieszkańców.